# Felo de se
Felo de se (del latín medieval fel[l]ō dē sē, "delincuente de sí mismo") era un concepto que se aplicaba contra el patrimonio personal (bienes) de aquellos adultos que ponían fin a su propia vida.
El derecho anglosajón temprano, entre otros, consideraba bajo este concepto el suicidio como un delito: una persona declarada culpable de ello, aunque hubiera fallecido, se enfrentaría por lo general a penas que incluían la confiscación de bienes en favor del monarca y un entierro deshonroso. A partir del siglo XVII, los precedentes y la práctica de los coroners llevaron gradualmente a considerar el suicidio como un acto cometido durante una demencia temporal, y la condena pronunciada por el tribunal y la penas impuestas a los herederos fueron desapareciendo progresivamente.
Dicho juicio y sanciones encontraban a cualquier fallecido, muerto legalmente en defensa propia o de otro, culpable de un delito grave.

## Evolución detallada
Hasta el final de su desaparición progresiva generalizada, en el derecho anglosajón los suicidas eran delincuentes. El acto se castigaba con el decomiso (gran pérdida de bienes) a favor del monarca y lo que entonces se consideraba un entierro deshonroso, normalmente con una estaca en el corazón y en una encrucijada. Los entierros de los condenados solían tener lugar por la noche, sin dolientes ni clérigos; el lugar solía mantenerse en secreto por los jueces de paz, los médicos forenses y los enterradores locales.
Un niño o un lunático (término que incluía a los discapacitados mentales demostrables) que se suicidaba quedaba exento de este castigo post mortem, que se asemejaba a un attainder.
Este tipo de enterramiento persistió hasta que la Ley de Enterramiento de Suicidas de 1823 lo abolió. En virtud de esta ley, los restos debían ser enterrados en el cementerio de una iglesia (con asistencia del ministro) o en otro lugar autorizado. Esta disposición fue ampliada por la Ley de Sepelios (felo de se) de 1882. Sin embargo, vestigios de la antigua práctica persistieron a mediados de siglo. En una noticia de 1866 sobre el caso de Eli Sykes, (un preso que esperaba la sentencia de muerte en la cárcel de Armley, en Leeds) se decía que el jurado de investigación había emitido un veredicto de felo de se y que "como consecuencia de ese veredicto, el cuerpo sería enterrado a medianoche, sin ninguna ceremonia religiosa, dentro del recinto de la cárcel".
Según la Ley de Enmienda de Leyes de Entierros de 1880, los ritos funerarios fueron limitados a un "servicio religioso cristiano y ordenado", sustituyéndose por el extraído del Libro de Oración Común si era necesario (es decir, si se sabía que el difunto profesaba otra religión).

## Desaparición progresiva
En los siglos XVII y XVIII en Inglaterra, a medida que los suicidios se consideraban cada vez más como un acto de locura temporal, muchos jurados de investigación empezaron a declarar a más víctimas de suicidio como non compos mentis. Como tales, los bienes del suicida no eran confiscados (entregados a la Corona). MacDonald y Murphy escriben que "en las décadas de 1710 y 1720, más del 90% de todos los suicidas fueron declarados locos, y después de un período de aplicación más rigurosa de la ley, non compos mentis se había convertido en el veredicto habitual en casos de suicidio del último tercio del siglo".

## Derogación

### Inglaterra y Gales
En Inglaterra y Gales, el delito de felo de se fue abolido por la sección 1 de la Ley de Suicidio de 1961.

### India
En 2017, el Parlamento indio aprobó un proyecto de ley de salud mental que (entre otras cosas) despenalizaba los intentos de suicidio.

### Irlanda
Cuando Irlanda quedó bajo dominio inglés (como el Señorío de Irlanda y luego el Reino de Irlanda), se introdujeron leyes similares al felo de se. Los lugares habituales de enterramiento de suicidas en Dublín eran The Long Meadow, Islandbridge, y la intersección de Clonliffe Road y Ballybough Road. Actualmente está previsto erigir un monumento conmemorativo en esta intersección. En otros lugares de Irlanda, los suicidas solían ser enterrados en parcelas de cillín, que también se utilizaban para bebés nacidos muertos y no bautizados, criminales ejecutados, náufragos, mendigos y otros forasteros.
El autor de Drácula, Bram Stoker, creció cerca del lugar de enterramiento de la mencionada intersección, y escribió en "El invitado de Drácula" sobre "la antigua costumbre de enterrar a los suicidas en las encrucijadas".
En Irlanda, el suicidio era penalizado con un "entierro ignominioso" hasta 1823 (Ley de Entierro de Suicidas) y con la confiscación de bienes hasta 1872 (Ley de Confiscación de 1870). El suicidio fue despenalizado en Irlanda del Norte por la Ley de Justicia Penal (Irlanda del Norte) de 1966. En la República de Irlanda, el suicidio no dejó de ser delito hasta 1993, con la aprobación de la Ley de Derecho Penal (Suicidio) de 1993.

### Estados Unidos
En el siglo XVIII, muchas colonias inglesas de lo que hoy es Estados Unidos despenalizaron el suicidio. Las leyes estatales posteriores en contra del suicidio y su intento han sido ampliamente derogadas; en la década de 1990, sólo dos estados tenían el acto de delito (o el de intento) en su canon legal.

## Uso en la literatura
"Felo de se" titula obras de la poeta de fin de siglo Amy Levy y del poeta georgiano Richard Hughes. También da título a una novela de R. Austin Freeman.

## Ejemplos
- 1854: Joseph Zillwood en Lyttelton, Nueva Zelanda.[14]
- 1919: John Moss, de 44 años y residente en 8 Foster Street, Chorley, Lancashire, desapareció poco después de las 8 de la mañana del 25 de febrero de 1919. Acababa de ser interrogado por la policía en su lugar de trabajo acerca de un ataque a una familia en su casa de Geoffrey Street. Tres semanas más tarde, el 18 de marzo de 1919, se encontró el cadáver de Moss en el canal de Leeds y Liverpool. En la investigación realizada al día siguiente, el coroner declaró que no había pruebas de que Moss estuviera mal de la cabeza y por lo tanto había cometido el asesinato en pleno uso de sus facultades mentales. Por ello se emitió un veredicto de "felo de se".[15]

## Lecturas complementarias
- Hawkins, William. «Treatise of Pleas of the Crown». 1716 (en inglés) 1.